# Стварност
Стварност, реалност или збиља је појам који означава оно што стварно (односно збиљски) постоји. Стварност се различито тумачи у науци, филозофији, теологији и сл. Физика обично говори о стварности као целокупности појава. Филозофија и психологија радије говоре о спољној, физичкој стварности, и о унутрашњој, психичкој или менталној стварности (представе, мисли, сећања, снови), као и о друштвено-политичкој и културној стварности, која почива на интеракцији ова два вида стварности. Теологија и онтологија говоре о бићу, као јединој стварности која јесте.
Филозофи, математичари, и други антички и модерни мислиоци, као што су Аристотел, Платон, Фреге, Витгенштајн, и Расел, су правили разлику између мисли које кореспондирају реалности, кохерентних апстракција (мисли о стварима које се могу замислити, али нису стварне), и оних које не могу да буду чак ни рационално замишљене. У контрасту с тим, постојање се често ограничава само на оно што физички постоји.
Реалност се често ставља у контраст са оним што је имагинарно, илузорно, делузионо, (само) на уму, сновима, оним што је лажно, што је фикционо, или што је апстрактно. У исто време, то што је апстрактно игра улогу у свакодневном животу и у академским истраживањима. На пример, узрочност, врлина, живот, и дистрибутивна правда су апстрактни концепти које је тешко дефинисати, али се они веома ретко поистовећују са чистим делузијама. Постојање и реалност апстракција су спорни: једна екстремна позиција их сматра пуким речима; друга позиција их сматра вишим видом истина од мање апстрактних концепата. Ово неслагање је основа филозофског проблема универзалија.
Истина се односи на оно што је реално, док лажност обухвата оно што није. Фикције се сматрају нереалним.

## Сродни концепти

### Светска гледишта и теорије
У честој колоквијалној употреби стварност означава „перцепције, уверења и ставове према стварности”, као што је „Моја стварност није ваша стварност”. Ово се често користи само као колоквијализам који указује на то да се стране у разговору слажу, или да би требало да се сложе, а не да цепидлаче око дубоко различитих концепција онога што је стварно. На пример, у религијској дискусији између пријатеља, може се рећи (шаљиво), „Ви се можда се не слажете, али у мојој реалности сви иду у рај”.
Реалност се може дефинисати на начин који је повезује са светским гледиштима или њиховим делом (концептуални оквири): Реалност је тоталност свих ствари, структура (стварних и концептуалних) и феномена, било видљивих или не. То је оно што светско гледиште (било да се заснива на индивидуалном или заједничком људском искуству) ултимативно покушава да опише или мапира.
Поједине идеје из физике, филозофије, социологије, књижевног критицизма, и других поља обликују различите теорије реалности. Једно такво веровање је да једноставно и дословно не постоји реалност изван перцепција или веровања свако од нас има о реалности. Такви ставови су сумирани у популарној изјави: „перцепција је стварност” или „живот је како ви спознате стварност” или „стварност је оно што можете да остварите” (Роберт Антон Вилсон), и они указују на антиреализам – то јест, став да нема објективне реалности, било да се то експлицитно признаје или не.
Многи концепти науке и филозофије су често културолошки и друштвено дефинисани. Ову идеју је разрадио Томас Кун у својој књизи Структура научних револуција (1962). Друштвена конструкција реалности, књига о социологији знања коју су написали Питер Л. Бергер и Томас Лакман, је објављена 1966. године. Она објашњава како се знање стиче и користи за спознају реалности. Међу свим реалностима, реалност свакодневног живота је најважнија пошто наша свесност условљава да морамо бити потпуно у току и обраћати пажњу на искуства из свакодневног живота.

## Стварност у филозофији

### Западна филозофија
Филозофија адресира два различита аспекта теме реалности: природу саме реалности, и однос између ума (као и језика и културе) и реалности.
С друге стране, онтологија је проучавање постојања, и централна тема поља се разноврсно формулише, у смислу битисања, егзистенције, „шта јесте”, и реалности. Задатак онтологије је да се опишу најгенералније категорије реалности и како су оне међусобно повезане. Ако би филозоф желео да предложи позитивну дефиницију концепта „стварност”, то би било учињено под овим насловом. Као што је горе објашњено, неки филозофи праве разлику између реалности и постојања. У ствари, многи аналитички филозофи данашњице теже да избегну термин „реалан” и „реалност” у разматрању онтолошких питања. Али за оне који третирају „реалан” исти начин на који третирају „постоји”, једно од водећих питања аналитичке филозофије је било да ли је постојање (или реалност) својство објеката. Аналитички филозофи често држе да је то „није” уопште својство, иако је овај став у последњих неколико деценија донекле изгубио превалентност.
С друге стране, посебно у дискусијама објективности које су присутне у метафизици и епистемологији, филозофске дискусије „реалности” често се баве начинима на које реалност јесте, или није, на неки начин зависна од (или, користећи модерни жаргон, „конструисана” од) менталних и културних фактора као што су перцепција, веровања, и друга ментална стања, као и културних артефаката, као што су религије и политички покрети, све до нејасног појма заједничког културног гледишта на свет, или .
Гледиште да постоји стварност независно од било којег уверења, перцепција, итд, се назива реализам. Прецизније, филозофи су склони да говоре о „реализму о” овом и оном, као што је реализам о свеопштости или реализам о спољном свету. Генерално, где се може идентификовати било која класа предмета, за које се тврди да постојање или суштинске карактеристике не зависе од перцепција, веровања, језика или било којег другог људског артефакта, може се говорити о „реализму” тог објекта.
Исто тако се може говорити о антиреализму истих објеката. Антиреализам је задњи у дугој секвенци термина за гледишта која су супротна реализму. Вероватно први је био идеализам, тако назван зато што се сматрало да реалност почива у уму, или да је производ наших идеја. Субјективни идеализам је гледиште које је предложио ирски емпиричар Џорџ Беркли, према коме су објекти перцепције које су у ствари идеје у уму. По том гледишту, неко може бити у искушењу да тврди да је стварност „ментална конструкција”; ово није сасвим тачно, међутим, пошто према Берклијевом гледишту, перцепцијалне идеје креира и координира Бог. До 20. века, гледишта слична Берклијевом су називана феноменализмом. Феноменализам се разликује од Берклијевог идеализма првенствено по томе да је Беркли веровао да ум, или душа, нису само идеје нити су састављене само од идеја, док варијетети феноменализма, као што је онај који заговара Расел, имају тенденцију да иду даље и да тврде да је сам ум само колекција перцепција, сећања, итд. и да нема ума или душе изнад таквог менталног догађаја. Коначно, антиреализам је постао помодни термин за било које гледиште по коме постојање неког објекта зависи од ума или културних артефаката. Становиште да је такозвани спољашњи свет у ствари само друштвени, или културни, артефакт, звани социјални конструктивизам, је један од варијетета антиреализма. Културни релативизам је став да социјални проблеми као што је моралност нису апсолутни, већ да су бар парцијално културни артефакт.
Теорија кореспонденције знања о томе шта постоји тврди да „истинско” познавање реалности представља прецизну кореспонденцију изјава и слика стварности са реалном стварношћу коју изјаве или слике покушавају да представљају. На пример, научна метода може да потврди да је изјава истинита на бази видљивих доказа да ствар постоји. Многи људи могу указати на Стеновите планине и рећи да тај планински масив постоји, и наставља да постоји, чак и ако га нико не посматра нити даје изјаву о томе.

### Ибн Араби
Такозвана стварност, односно свет чула који нас окружује и који смо навикли да сматрамо стварношћу, за исламског суфи мистика Ибн Арабија није ништа друго него сан. Наша чула примају утиске које разврставамо и уређујемо својим умом, успостављајући чврст поредак ствари. Ова конструисана творевина ума затим се назива стварношћу. Међутим, према Ибн Арабију, то није стварност у правом смислу те речи, односно није биће (арап. wujud) какво јесте. Људима у свету чула биће је једнако неприметно као што су објекти чула неприметни човеку који спава.
| „           | Овај свет је тек пуки привид: он нема стварно постојање. И то је оно што се назива уобразиљом (арап. khayal) ... Знајте да сте и ви сами само једна уобразиља. И све што опажате и када кажете сами себи „то нисам ја“, такође је уобразиља. Према томе, читав свет постојања је уобразиља унутар уобразиље. | ” |
| — Ибн Араби | |   |

Међутим, такозвану стварност не треба сматрати потпуно неоснованом, јер она ипак одражава истинску стварност на нивоу представе. Такозвана стварност је сан, али не и пуки привид. Она је облик јављања (арап. tajalli) апсолутне стварности коју Ибн Араби назива истина (арап. al-haqq). Стога Ибн Араби сматра да је стварност потребно протумачити на правилан начин, баш као што тумачимо снове. Променљиви свет постојања и настајања, са мноштвом појавних облика, представа је која делимично открива и саму стварност. Онај ко је у стању да спозна испољавање једне стварности у различитим облицима мноштвености, досегао је најдубље мистерије суфијског пута (арап. tariqah). Међутим, ова спознаја углавном остаје недоступна већини људи који су уверени да је чулни свет нешто материјално и чврсто. Ибн Араби примећује да у погледу чулног нема никакве разлике између сна и стварности јер је „функција уобразиље да производи чулне ствари и ништа више“.

## Физичке науке

### Научни реализам
Научни реализам је, на најопштијем нивоу, становиште да је свет описан науком (можда идеалном науком) реални свет, као што постоји, независно од тога шта ми можда мислимо о томе. У оквиру филозофије науке, то се често уоквирује као одговор на питање „како се може објаснити успех науке?” Расправа о томе шта успех науке обухвата првенствено је центрирана на статусу ентитета који нису директно приметни, који су дискутовани у научним теоријама. Генерално, особе које су научни реалисти наводе да се могу извести поуздане тврдње о тим ентитетима (viz., да они имају исти онтолошки статус) као и директно уочљиви ентитети, за разлику од инструментализма. Теорије које су у данашње време највише кориштене и студиране више или мање наводе истину.

### Реализам и локалитет у физици
Реализам у смислу у коме га користе физичари није исто што и реализам у метафизици. Каснији је тврдња да је свет независтан од ума: да чак и ако резултати мерења не постоје пре мерења, то не захтева да су они креација посматрача. Осим тога, својство које је независно од ума не мора да буде вредност неке физичке променљиве, као што је позиција или моменат. Својство може да буде диспозиционо (или потенцијално), тј. оно може да буде тенденција: попут начина на који стаклени предмети имају тенденцију да се ломе, или су склони лому, чак и ако нису у ствари поломљени. На исти начин, од ума независна својства квантних система се могу састојати од тенденције да одговоре на одређена мерења са одређеним вредностима са предвидивом вероватноћом. Таква онтологија би била метафизички реална, мада није реална у физичком смислу „локалног реализма” (што би захтевало да појединачна вредност буде произведена са сигурношћу).
Блиско сродни термин је противречна дефинитивност (ЦФД), која се односи на тврдњу да неко може да смислено да говори о дефинитивности резултата мерења која нису извршена (тј. способност претпостављања постојања објеката и особина објеката, чак и када нису били измерени).
Локални реализам је значајно својство класичне механике, опште релативности, и електродинамике; мада је квантна механика показала да је квантно спрезање могуће. Ајнштајн је то одбацио, предлажући ЕПР парадокс, али је то накнадно било квантификовано путем Белових неједнакости. Ако су Белове неједнакости прекршене, било локални реализам или противречна дефинитивност морају бити некоректни. Неки физичари оспоравају да су експериментално демонстрирана кршења Белових неједнакости, по основи да поткласа нехомогених Белових неједнакости није била тестирана или услед експерименталних ограничења тестова. Различите интерпретације квантне механике нарушавају различите делове локалног реализма и/или противречне дефинитивности.

### Улога посматрача у квантној механици
Квантни проблем ума и тела се односи на филозофске дискусије проблема ума и тела у контексту квантне механике. Будући да квантна механика обухвата квантне суперпозиције, које посматрач не спознаје, неке интерпретације квантне механике стављају свесне посматраче у специјалну позицију.
Оснивачи квантне механике расправљали су о улози посматрача. Волфганг Паули и Вернер Хајзенберг су сматрали да је посматрач узрочник колапса. Ову тачка гледишта, коју никад није у потпуности подржао Нилс Бор, је Алберт Ајнштајн прогласио мистичним и антинаучном. Паули је прихватио термин, и описао квантну механику као луцидни мистицизам.
Хајзенберг и Бор су увек описивали квантну механику у смислу логичког позитивизма. Бор се такође активно интересовао за филозофске импликације квантне теорија као њене комплементарности, на пример. Он је сматрао да квантна теорија нуди комплетан опис природе, мада тај опис није подесан за свакодневна искуства – која су боље описана класичном механиком и вероватноћом. Бор никад није специфицирао демаркациону линију изнад које објекти престају да буду квантни и постају класични. Он је веровао да то није питање физике, него филозофије.
Јуџин Вигнер је реформулисао мисаони експеримент „Шредингерове мачке” као „Вигнеров пријатељ” и предложио да је свест посматрача линија демаркације која доводи до колапса таласне функције, независно од било које реалистичне интерпретације. Обично познат као „свешћу узрокован колапс”, ова интерпретација квантне механике наводи да опсервација свесног посматрача је то што доводи до колапса таласне функције.

### Мултиверзум
Мултиверзум је хипотетични сет вишеструких могућих свемира (укључујући историјски свемир који ми конзистентно доживљавамо) који заједно сачињавају све што постоји: целокупност простора, времена, материје, и енергије, као и физичких закона и константи који их описују. Овај термин је сковао 1895. године амерички филозоф и психолог Вилијам Џејмс. У тумачењу многих светова (MWI), једној од главних интерпретација квантне механике, постоји бесконачан број свемира и сваки могући квантни исход се одвија у бар једном свемиру.
Структура мултиверзума, природа сваког свемира унутар њега и однос између разних конституената свемира, зависи од специфичних разматраних мултиверзумских хипотеза. Постојање мултиверзума је хипотетски разматрано у космологији, физику, астрономији, религији, филозофији, трансперсоналној психологији и фикцији, а посебно у научној фантастици и фантастици. У тим контекстима, паралелни свемири се исто тако називају „алтернативним свемирима”, „квантним свемирима”, „интерпенетрирајућим димензијама”, „паралелним димензијама”, „паралелним световима”, „алтернативним реалностима”, „алтернативним временским линијама”, и „димензионим равнима”, између осталог.

### Научне теорије о свему
Теорија свега (ТОЕ) је теорија у теоријској физици која би потпуно објаснила и повезала све познате физичке феномене, и предвидела исход сваког експеримента који би се у принципу могао извести. Теорија свега се назива и финалном теоријом. Многе кандидате за теорију о свему су предложили теоретски физичари током 20. века, али ни једна од предложених теорија није била експериментално потврђена. Примарни проблем у произвођењу теорије свега је да је тешко ујединити општу релативност и квантну механику. То је један од нерешених проблема у физици.
Иницијално, термин „теорија свега” је био кориштен уз ироничну конотацију у смислу разних прекомерно уопштених теорија. На пример, прадеда Ијона Тихија, карактера из циклуса Станислав Лемових научно фантастичних прича из 1960-их, био је познат по раду на „Општој теорији свега”. Физичар Џон Елис тврди да је он увео овај појам у техничку литературу у чланку у часопису Nature 1986. године. Током времена, овај термин се задржао у популаризацијама квантне физике при описивању теорије која би ујединила или објаснила једноставним моделом теорије свих фундаменталних интеракција и свих природних честица: опште релативности за гравитацију, и стандардног модела елементарних честица физике – којим су обухваћене квантна механика – за електромагнетизам, две нуклеарне интеракције, и познате елементарне честице.
Садашњи кандидати за теорију свега су теорија струна, М теорија, и квантна гравитација петљи.

## Технологија

### Виртуелна реалност и сајберспејс
Виртуелна реалност (ВР) је рачунарски-симулирано окружење којим се може симулирати физичка присутност на местима у стварном свету, као и у имагинарним световима.
Виртуелни континуум је континуирана скала између сасвим виртуалног, виртуелне стварности, и комплетно реалног: реалности. Континуум реалности и виртуалности стога обухвата све могуће варијације и композиције стварних и виртуелних објеката. То је било описано као концепт у новим медијима и информатици, мада се то у ствари може сматрати питањем антропологије. Концепт је први пут увео Пол Милграм.
Област између два екстрема, где је реално помешано са виртуелним, је такозвана мешовита стварност. Она се састоји од проширене стварности, где виртуелно доприноси стварном, и проширене виртуелности, где реално доприноси виртуелном. Сајберспејс, светски рачунарски системи који се сматрају међусобно повезаном целином, се може сматрати виртуелном реалношћу; на пример, на такав начини је приказан у сајберпанк фикцији Вилијама Гибсона и других. Second life и масовне вишекорисничке мрежне игре играња улога, као што је World of Warcraft су примери вештачких окружења или виртуелних светова (који на неки начин нису потпуна виртуелна реалност) у сајберспејсу.

### „РЛ” у интернетској култури
На Интернету, „стварни живот” се односи на живот у реалном свету. То се генерално односи на живот или консензусну стварност, у контрасту са околином виђеном као фикција или фантазија, као што су виртуелна стварност, искуство слично животу, сни, романи, или filmови. У онлајн контексту, акроним „ИРЛ” означава „у стварном животу” (енгл. in real life), што има значење „који није на Интернету”. Социолози који се баве изучавањем Интернета су утврдили да ће једног дана, разлика између онлајн и стварног света можда изгледати „старомодно”, и напомињу да су поједини типови онлајн активности, као што су сексуалне интриге, већ направили потпуну транзицију до комплетне легитимности и „реалности”. Скраћеница „РЛ” означава „стварни живот” (енгл. real life). На пример, може се говорити о „састанку у РЛ” при обраћању особи коју је неко упознао путем онлајн ћаскања или на Интернет форуму. Исто тако се може користити за изражавање немогућности употребе Интернета неко време због „РЛ проблема”.